# Фрідріх Ріхтер
Фрідріх Ріхтер (нім. Friedrich Richter; 27 серпня 1910, Байройт — 17 червня 1969) — німецький офіцер, оберст вермахту. Кавалер Лицарського хреста Залізного хреста з дубовим листям.

## Біографія
14 жовтня 1931 року поступив на службу в 21-й піхотний полк. З жовтня 1934 року — обер-фельдфебель, командир взводу 42-го піхотного полку 46-ї піхотної дивізії. Учасник Польської кампанії. З лютого 1940 року — командир 4-ї роти свого полку. Учасник Французької, Балканської і Східної кампаній. З березня 1942 року — командир 3-го батальйона свого полку, з яким відзначився під Севастополем, а також у бояї на Міусі та Донці. На початку 1944 року був важко поранений у бою під Кривим Рогом. З 11 листопада 1944 року — командир 1222-го гренадерського полку 180-ї піхотної дивізії, яка діяла на Заході. Дивізія Ріхтера билась на Везелі, а потім потрапила в Рурський котел і була знищена. 14 квітня 1945 року взятий у полон американськими військами.

## Нагороди
- Медаль «За вислугу років у Вермахті» 4-го класу (4 роки)
- Залізний хрест 2-го і 1-го класу
- Почесна застібка на орденську стрічку для Сухопутних військ (18 квітня 1942)
- Німецький хрест в золоті (24 травня 1942)
- Медаль «За зимову кампанію на Сході 1941/42»
- Нагрудний знак «За поранення» в чорному
- Лицарський хрест Залізного хреста з дубовим листям
  - Лицарський хрест (14 серпня 1943)
  - Дубове листя (№ 818; 5 квітня 1945)